# Kitajska fitoterapija
Kitajska fitoterapija (poenostavljeno kitajsko: 中 药学; tradicionalno kitajsko: 中 药学; pinyin: zhōngyào xué) izhaja iz kitajske Materie medice. Obsega osnove kitajske Materie Medice, tradicionalne kitajske medicine (TKM), zahodne medicine in priprave fitoterapevtskih pripravkov. Kot terapevtska metoda se uporablja v tradicionalni kitajski medicini in tudi uradni medicini.

## Zgodovina
Začetki razvoja kitajske fitoterapije segajo tisočletja v preteklost. Prvi kitajski fitoterapevt Shennong je svoje znanje o zdravilnih in strupenih rastlinah prenašal na kmetovalce. V 1. stoletju pr. n. št., v času dinastije Han, je Kitajska dobila prvi priročnik farmakologije Shennong Bencao Jing, ki obsega 365 zdravil, od tega 252 zelišč. Priročnik deli zdravila na več kategorij:
- prva kategorija vključuje snovi, ki so učinkovite za več bolezni in so večinoma odgovorne za vzdrževanje in ponovno vzpostavitev ravnovesja telesa, imajo malo neželenih stranskih učinkov oz. so brez njih (npr.goba Lingzhi),
- druga skupina predstavlja snovi, ki se lahko uporabljajo le kratek čas in
- tretja kategorija vsebuje snovi, ki se uporabljajo v majhnih odmerkih in samo za zdravljenje določenih bolezni.

Predhodna literatura, najdena v leta 168 pr. n. št. zapečatenem grobu Mawangdui, vsebuje recepte za 52 zdravstvenih tegob tistega časa.
Dela naslednjih generacij so izhajala iz Shennongovega priročnika. Iz 7.stoletja, obdobja dinastije Tang, izhajajo zapisi razprav o fitoterapiji s skupnim imenom Yaoxing Lun (poenostavljeno kitajsko: 药性论; tradicionalno kitajsko: 药性论). Li Shizhen, pomemben fiziolog in farmakolog je v času dinastije Ming (1368-1644) vse zapise zbral v zbirko. Zbrana materia medica predstavlja najpomembnejši del te zbirke in se uporablja še danes. V tistem obdobju so začeli izdajati tudi poljudnejše knjige za domačo rabo.
Zahodna medicina, ki so jo na Kitajsko v 16. stoletju prinesli misijonarji, je vse bolj izpodrivala tradicionalno zdravljenje. Šele nastanek Ljudske republike Kitajske leta 1949 je privedel do oživitve zanimanja za zeliščarstvo, akupunkturo in druge staromodne metode zdravljenja. Danes priljubljenost TKM zelo hitro narašča v državah, kjer živi veliko Kitajcev, na primer v ZDA, Veliki Britaniji in Avstraliji.

## Vloga v TKM
Kitajska fitoterapija ima zelo pomembno mesto med terapijami, ki se uporabljajo v TKM. Terapija temelji na holističnem načelu ali načelu celega človeka.
Za razliko od terapevtskih metod zahodne medicine, ki največkrat zdravijo samo simptome, kitajska fitoterapija pomaga oz. podpira naravno samozdravljenje organizma in vrača bolnika v stanje uravnovešenega zdravja.
Vsako zdravilo rastlinskega izvora v kitajski fitoterapiji je mešanica številnih zdravilnih rastlin in je prilagojena posameznemu pacientu. Med drugim je ključ do uspeha v TKM zdravljenje posameznega bolnika kot individuuma. Kar pomeni, da kar je za enega pacienta primerno, je lahko za drugega popolnoma neprimerno, tudi če imata oba po definicijah uradne medicine enako bolezen. Recept se bo spreminjal glede na to, kaj je potrebno, da telo vzpostavi ravnovesje, da si povrne zdravja. Ni avtomatičnih ponavljanj receptov; načelo temelji na trenutno optimalni pomoči skozi ves potek zdravljenja. Prav lahko se tudi nasveti za samopomoč prilagajajo posameznikom.

## Zdravila v TKM
Po teoriji TKM se učinek zdravila doseže s prenosom izvirnih ali modificiranih značilnosti zdravila na bolnika. Vsaka snov ima svoje značilnosti, ki se izkoristijo za antagonistično delovanje na bolezen in za vzpostavitev ravnotežja. Torej zdravilna snov ima terapevtsko delovanje, ker vsebuje zdravilne lastnosti. Za razliko od zahodne medicine, TKM uporablja poleg zdravil rastlinskega in mineralnega izvora tudi veliko zdravil živalskega izvora. Skoraj 90% zdravil TKM je rastlinskega izvora. Nekatera zdravila vsebujejo v isti mešanici sestavine rastlinskega, živalskega in mineralnega izvora. Ker je uporaba delov ogroženih živalskih vrst sporna, predvsem v zahodnem svetu, mnogi proizvajalci opuščajo uporabo le-teh.
Značilnost fitofarmaka je odvisna od področja, časa (pomemben je »balzamični čas«, v katerem ima rastlina najvišjo energijo), načina žetve/nabiranja in shranjevanja zdravilnih rastlin ter njihovega medsebojnega odnosa/ravnotežja v končnem pripravku.

### Sestava zdravil
Zdravilo rastlinskega izvora je mešanica številnih zdravilnih rastlin, ki je prilagojena vsakemu bolniku posebej. Sestavljanje kombinacij zdravilnih snovi sledi vzoru fevdalne hierarhije:
-glavna snov (vladar)-JUN; ima vodilni terapevtski učinek in se spopada z glavnimi simptomi bolezni, po navadi je varna snov in primerna za dolgotrajno zdravljenje,
-dopolnilna snov (minister)-CHEN; poveča učinek glavne snovi in zdravi spremljevalne simptome,
-pomožna snov (pomočnik)-ZUO; poveča delovanje glavne in pomožne snovi, zmanjša neželene učinke glavne in pomožne snovi, zmanjša premočno delovanje glavne snovi (korigentno delovanje) in
-povezovalna/usmerjevalna snov (glasnik)-SHI; usmerja delovanje ostale snovi na določen kanal ali organ in harmonizira sestavine med seboj ter spreminja okus nekaterih.
Pomembno je ravnotežje in sodelovanje vseh sestavin v končnem pripravku. Po teoriji TKM obstaja 7 interakcij snovi:
-samostojen učinek-DAN XING; uporaba ene snovi pri enostavnih bolezenskih stanjih (Ginseng radix pri pomanjkanju qija zaradi podrejenosti Yanga),
-medsebojna nujnost –XIANG XU; gre za medsebojno seštevanje učinka pri uporabi dveh snovi z enakim mehanizmom delovanja (Rhei radix in Mirabilitum (Mg-sulfat) kot odvajali),
-medsebojna uporaba-XIANG SHI; gre za medsebojno sinergistično potenciranje učinka pri uporabi dveh snovi z različnim mehanizmom delovanja (Astragali membranacei radix kot Qi tonik in Poriae fungus kot diuretik),
-medsebojni strah-XIANG WEI; gre za medsebojno izničevanje, toksičnost ene snovi nevtralizira druga snov (toksičnost Pinelliae ternatae rhizoma zmanjša Zingiberis rhizoma),
-medsebojno ubijanje/zaviranje-XIANG SHA; neželene učinke ene snovi zmanjša druga snov (neželene učinke Pinelliae ternatae rhizoma zmanjša Zingiberis rhizoma),
-medsebojno sovraženje-XIANG WU; snovi si medsebojno zmanjšata ali izničita pozitivne učinke (Raphani Sativi semen izniči ali oslabi  tonifikacijski učinek Ginseng radix na Qi) in
-medesebojna nasprotnost/inkompatibilnost-XIANG FAN; kombinacija dveh snovi daje toksične ali neželene učinke, ki jih posamezna snov nima.
Obstaja cela vrsta znanih kontraindikacij:
-19 kombinacij, ki se jih moramo izogibati-SHI JIU WEI,
-18 kombinacij, ki so prepovedane-SHI BA FAN,
-v določenih stanjih (npr.nosečnost) in
-s hrano; tradicionalne inkompatibilnosti, splošne nespecifične inkompatibilnosti (surova, hladna, mastna hrana), specifične inkompatibilnosti (bolniki z vročino-mastna hrana).

## Priprava zdravil
Pred uporabo je običajna obdelava rastlinske droge z namenom odstranjevanja nečistot, podaljšanja delovanja, pospeševanja sproščanja moči, doseganja ustrezne stopnje razdrobljenosti, povečanja učinka, zmanjšanja neželenih učinkov ali spremembe indikacije. Najpogostejša je obdelava z vodo (čiščenje, mehčanje in prilagajanje okusa), ognjem (zmanjševanje neželenih učinkov, pospeševanje sproščanja) ali kombinacijo obeh.
Končna priprava izdelka je zelo različna. Poleg čajnih mešanic pripravljajo še izvlečke ali tinkture, ki se večinoma odmerjajo s kapalko in obkladke ter mazila. Vedno bolj pogoste so tablete in kapsule. Za TKM so značilne majhne, okrogle, temno rjave tablete, ki vsebujejo več zelišč in drugih sestavin, ki so ustrezno posušene in zmlete. Iz zmešanega prahu se oblikujejo tablete v obliki kroglic, kot vezivo se med drugim tradicionalno uporablja tudi med. To farmacevtsko obliko uporabljajo večinoma za standardizirane zeliščne formule, ki so lahko tudi patentirane. Torej zdravila z imenom patentirane zeliščne formule vsebujejo točno določene sestavine v točno določenem razmerju. Take že vnaprej izdelane tablete s standardiziranimi mešanicami so priročne, otežujejo pa prilagajanje vsakemu bolniku posebej. Največkrat se uporabljajo za bolezenska stanja, ki niso huda in je potrebno dolgotrajno zdravljenje.

## Kategorizacija snovi v TKM
Obstaja več različnih metod za razvrščanje snovi, ki se uporabljajo v kitajski fitoterapiji. 
V času dinastije Tang so uvedli tri-stopenjsko kategorizacijo snovi:
-nizka stopnja; snovi, ki drastično delujejo, strupene snovi,
-srednja stopnja; snovi, ki imajo fiziološke učinke na telo in
-visoka stopnja; snovi, ki krepijo telo in duha.
Med časom neokonfucianizma Song-Juan dinastije se je teoretski okvir akupunkture prenesel na kategorizacijo zdravilnih rastlin. Po tem obdobju se je začela delitev glede na pet faz in 12 kanalov (meridianov).
Na podlagi značilnosti (narava, okus, smer, meridian, toksičnost) zdravilnih rastlin temelji večina današnjih klasifikacij.

### Narava
Narava-YAOXIN ali SIQI; opisuje občutek snovi v želodcu ali na koži. Štiri narave kot celota tvorijo Yang, nebeškost, ki je v nasprotju s petimi okusi, ki tvorijo zemeljski Yin. Obstajajo štiri različne stopnje toplote in mraza (vroče, toplo, hladno, mrzlo), razlike so kvantitativne in ne kvalitativne.
Vroče bolezni hladimo, hladne pa ogrevamo. Ping je nevtralen in ne povzroča spremembe ravnotežja Yin/Yang, omogoča pa regulacijo Qija in hrani kri.

### Okus
Okus-YAOWEI ali WUWEI; opisuje zaznavanje snovi v ustih. Pet okusov tvori Yin:
-sladko-GAN; tonificira, harmonizira, nekoliko vlaži,
-kislo-SUAN in adstringentno-SE; delujeta adstringentno, preprečujeta ali popravljata nenormalno izgubljanje telesnih tekočin in energije,
-grenko-KU; odvaja, suši,
-slano-XIAN; čisti, mehča,
-ostro-XIN; razpršuje in poganja v tek,
-medlo-DAN; izsesava vlago in pospešuje uriniranje.

### Štiri smeri
Vsaka bolezen razvije značilno patofiziološko težnjo (zgoraj, spodaj, zunaj, znotraj) in značilne simptome. 

### Meridiani
Snovi imajo težnjo po premikanju po telesu, po meridianih, organih in po izražanju farmakološkega učinka. Okus snovi pogojuje, na kateri organ snov deluje in po katerem kanalu ali tkivu se giblje.

### Toksičnost
Vsaka snov s farmakološkim učinkom je toksična-DU;
-DADU; zelo toksične snovi z resnimi neželenimi učinki, primerne za hitro posredovanje in kratkotrajno zdravljenje,
-XIAODU; malo toksične snovi z blagimi neželenimi učinki, primerne za postopno zdravljenje,
-WUDU; varne snovi z blagim delovanjem, delujejo počasi, primerne za dolgotrajno zdravljenje in
-YOUDU; združuje DADU in XIADU, uporabljajo se za zdravljenje DU bolezni, tj. zastrupitev s toksičnimi snovmi.

## Temeljne snovi v kitajski fitoterapiji
Uporaba zdravilnih rastlin ima dolgo tradicijo in je vedno bolj popularna. Danes se redno uporablja več kot tristo zdravilnih rastlin.  Mnogo modernih zdravilnih učinkovin se je razvilo iz učinkovin teh rastlin, npr. protitumorne učinkovine, antiastmatiki…  
Najpogosteje uživajo čaj, ki ga kuhajo približno eno uro ali še več in temno rjave okrogle tabletke.
Najpogosteje se uporabljajo:
-Panax(人参, 人參, rénshēn)- ginseng,
-Lycium barbarum(枸杞子)- goji jagode,
-Angelica sinensis ( 当归, 當歸, dāngguī)-angelika,
-Astragalus membranaceus(黄耆, 黃耆, huángqí)-opnasti grahovec,
-Atractylodis Macrocephalae (白术, 白朮, báizhú)-atraktilis,
-Bupleurum (柴胡, cháihú)-prerast, 
-Cinnamomum cassia/Cinnamomum zeylanicum-kitajski cimet/cejlonski cimet (cimetove vejice (桂枝, guìzhī) in cimetova skorja (肉桂, ròuguì)), 
-Coptis chinensis(黄莲, 黃蓮, huánglián)-kitajski koptis,
-Zingiber officinale (姜, 薑, jiāng)-ingver,
-Poriae Cocos (茯苓, fúlíng)-kitajski bodičasti luknjičar, 
-Licorice (甘草, gāncǎo)-kitajski sladki koren, 
-Ephedra sinica (麻黄, 麻黃, máhuáng)-metlinka,
-Paeonia Lactiflora (white: 白芍, báisháo and reddish: 赤芍, chìsháo)-potonika,
-Rehmannia glutinosa (地黄, 地黃, dìhuáng)-lepljiva rehmanija,
-Rheum (大黄, 大黃, dàhuáng)-rabarbara in 
-Salvia (丹参, 丹參, dānshēn)-žajbelj.
Ostale zdravilne rasline:
1. Agastache rugosa-metin ožepek
2. Akebia quinata (木通)-čokoladna akebija
3. Alangium chinense
4. Anemone chinensis-kitajski kosmatinec
5. Anisodus tanguticus
6. Ardisia japonica-japonski poprovec
7. Aspongopus (九香虫)
8. Aster tataricus-vrsta nebine
9. Asteriscus pseudosciaenae (鱼脑石)
10. Bulbus Fritillariae cirrhosae (川贝母)-čebulica vrste logarice
11. Bulbus Fritillariae hupehensis (湖北贝母)-čebulica vrste logarice
12. Bulbus Fritillariae pallidiflorae (伊贝母)-čebulica vrste logarice
13. Bulbus Fritillariae thunbergii (浙贝母)-čebulica vrste logarice
14. Bulbus Fritillariae ussuriensis (平贝母)-čebulica vrste logarice
15. Bulbus Lycoridis radiatae (石蒜)-rdeča pajkasta lilija
16. Cacumen Securinegae suffruticosae (叶底珠)
17. Cacumen tamaricis (西河柳)
18. Calomelas (轻粉)
19. Calyx seu Fructus Physalis (锦灯笼)
20. Camellia sinensis
21. Cannabis sativa-navadna konoplja Canabis sativa, risba iz kopije Dioskuridovega dela Materia medica
22. Carthamus tinctorius-navadni rumenik
23. Caulis Ampelopsis brevipedunculae (山葡萄)
24. Caulis Aristolochiae manshuriensis (关木通)-steblo podraščeca
25. Caulis Bambusae in Taeniam (竹茹)-steblo bambusa
26. Caulis Clematidis armandii (川木通)-steblo armandovega srobota
27. Caulis Entadae (过江龙)
28. Caulis Erycibes (丁公藤)
29. Caulis et Folium Piperis hancei (山莒Ύ?΍)
30. Caulis et Folium Schefflerae arboricolae (七叶莲)
31. Caulis Euphorbiae Antiquori (火殃ώ?΍)
32. Caulis Fibraureae (黄藤)
33. Caulis Hederae sinensis (常春藤)
34. Caulis Mahoniae (功劳木)-steblo mahonije
35. Caulis Perillae (紫苏梗)
36. Caulis Piperis kadsurae (海风藤)
37. Caulis Polygoni multiflori (首乌藤)
38. Caulis Sargentodoxae (大血藤)
39. Caulis Sinomenii (青风藤)
40. Caulis Tinosporae (宽根藤)
41. Caulis Trachelospermi (络石藤)
42. Chenpi (陳皮)
43. Cinnabaris (朱砂)
44. Cissampelos pareira-vrsta cisampelosa
45. Colla Corii asini (阿胶)
46. Corium Erinacei seu Hemiechianus
47. Cornu Cervi (鹿角)
48. Cortex Acanthopanacis (五加皮)
49. Cortex Ailanthi (椿皮)-skorja pajesna
50. Cortex Albiziae (合欢皮)
51. Cortex Cinchonae (金鸡纳皮)-skorja kininovca
52. Cortex Dictamni (白鲜皮)-skorja jesenčka
53. Corydalis ambigua
54. Croton tiglium-vrsta krotona
55. Curcumae (郁金)-kurkuma
56. Dalbergia odorifera (降香)
57. Daphne genkwa-vrsta volčina
58. Datura metel-angelska trobenta
59. Datura stramonium-navadni kristavec Navadni kristavec
60. Dendrobium nobile
61. Dichroa febrifuga-modra zimzelena hortenzija
62. Eucommia ulmoides-vrsta evkomije
63. Euphorbia pekinensis
64. Flueggea suffruticosa-vrsta mlečka
65. Forsythia suspensa-kitajska forzitija  Kitajska forzitija
66. Gentiana loureiroi-vrsta svišča
67. Gleditsia sinensis-vrsta gladičevke
68. Glycyrrhiza uralensis-uralski sladki koren
69. Hydnocarpus anthelminticus
70. Ilex purpurea
71. Leonurus japonicus
72. Ligusticum wallichii
73. Lobelia chinensis-vrsta lobelije
74. Myrrh (没药)
75. Persicaria (桃仁)-persikarija
76. Phellodendron amurense-amurski plutnik
77. Platycladus orientalis
78. Polygonum (虎杖)-rod dresnovk
79. Pseudolarix amabilis-zlati macesen
80. Psilopeganum sinense
81. Pueraria lobata
82. Rauwolfia serpentina-rauvolfija
83. Rheum officinale-kitajska rabarbara
84. Rhododendron
85. Saussurea costus
86. Schisandra chinensis-vitalna jagoda
87. Scutellaria baicalensis-bajkalska čeladnica
88. Sparganium (三棱)-rod ježkov
89. Stemona tuberosa
90. Stephania tetrandra
91. Styphnolobium japonicum-japonska sofora
92. Trichosanthes kirilowii
93. Wikstroemia indica
94. Zedoary (莪朮)-kurkuma zedoaria